# Paul Damance
Paul Damance o D'Amance (Lisieux, 1650 circa – Lisieux, dopo il 1718) è stato un religioso, compositore e organista francese. Apparteneva all'Ordine della Santissima Trinità e pubblicò numerose messe in canto piano fra il 1687 e il 1707.

## Biografia
Era organista del suo convento a Lisieux. Alcuni documenti confermano infatti la sua presenza a Lisieux. Le dediche delle sue composizioni mostrano che era in contatto anche con numerosi monasteri femminili, in cui veniva adottato il canto piano.
Le messe e le altre composizioni che pubblicò a partire dal 1687 si avvicinano allo stile di Henry Du Mont, un canto piano molto melodico, con indicazione dei valori di durata (lunghi e brevi) e con qualche ornamento. Per lo più la sua produzione è destinata a monasteri femminili.

## Opere

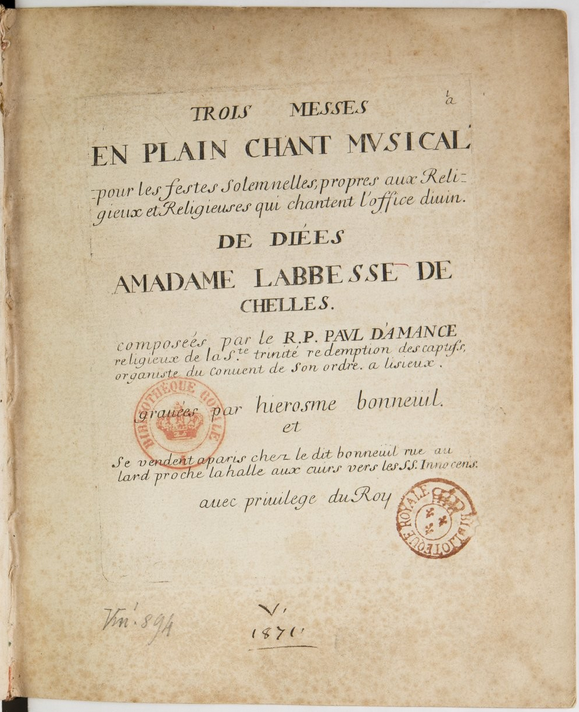
Frontespizio di Messes en plain-chant musical (Parigi, 1687). Parigi, Biblioteca nazionale di Francia.

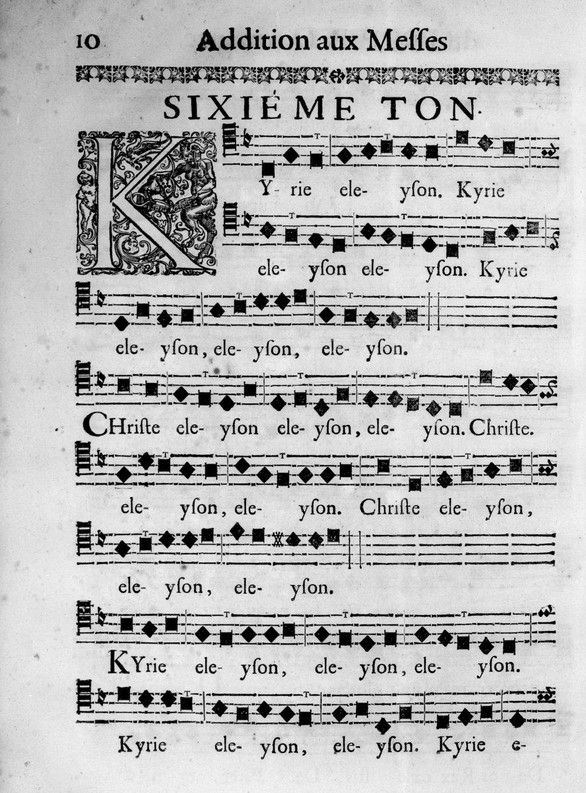
Una pagina di Additions aux messes... datata 1707. Parigi, Biblioteca nazionale di Francia.

### Canto piano
Tutta la musica sotto elencata è conservata alla Biblioteca nazionale di Francia, in originale o in copia.
- Messes en plain chant musical pour les festes solennelles propres aux religieuses qui chantent l'office divin..., Paris, Jérôme Bonneuil, 1687. 4°,[3]. Dedicate alle suore di Fonteine, religiose dell'ordine di Fontevrauld. Contiene la Messe de la Sainte vierge e la Messe de St Paul.
- Trois messes en plain chant musical pour les festes solennelles, propres aux religieux et religieuses qui chantent l'office divin..., Paris, Jérôme Bonneuil, 1687. 4°.

Dedicate a Madame Catherine de Scorailles de Roussille, badessa dell'abbazia reale di Notre-Dame de Chelles. Contiene la Messe de sainte Catherine, la Messe de saint Benoît e la Messe de sainte Cécile.
- Six messes en plein chant musical propres pour toutes les personnes qui chantent l'office divin..., Paris, Christophe Ballard, 1701. 2°. Contiene sei messe, del I, II, III, V tono naturale, V tono trasposto, VI tono. L'autore dichiara che le messe sono composte per l'organo e chiede di rispettare i segni di diesis e bemolle. Questa raccolta fu pubblicata nello stesso anno in cui lo stesso editore pubblicava la quarta edizione dell'opera di Henry Du Mont "Cinque Messe in canto piano", in modo che le due opere si sostenessero a vicenda.[4]
- Addition aux messes en plein-chant musical composées par le R.P. P. D'Amance... Contenant deux messes, avec les élévations, de tons différents ; le Magnificat, de quatre manières & tons différents ; les Litanies de la Sainte Vierge ; les élévations O Salutaris, & Panis angelicus, différentes de celles qui sont dans les messes ; et le Domine salvum fac Regem, de trois manières et de tons différents, Paris, Christophe Ballard, 1707. 2°,[5]. Contiene una lettera alla priora e alle suore benedettine dell'adorazione perpetua del Santissimo Sacramento, seguita da due messe (I e VI tono), quattro Magnificat (I, II, V e VI tono), le Litanie lauretane, due elevazioni (II e VI tono), e tre Domine salvum fac regem (VI, II e V tono).

Oltre a queste quattro raccolte a stampa, le composizioni di Damance possono trovarsi in manoscritti, come ad esempio: Tournai, Bibliothèque de l'archevêché, MS 329. Manoscritto datato 1774, che contiene anche messe di Henry Du Mont e François de La Feillée. Contiene di Damance: 4 messe (I tono, V tono, V tono trasposto e VI tono), 4 elevazioni e 2 magnificat.

### Musica per organo
- Duo du 8eton. Questo brano contiene l'indicazione du Perre Paul Damance nel manoscritto della Biblioteca nazionale di Francia[6]

## Discografia
- André Raison, Messe d'orgues des 3ème et 8ème tons: plain-chant alterné d’Henry Du Mont. Jean-Patrice Brosse, organ, ensemble Vox Cantoris, dir. Jean-Christophe Candau. 1 CD Psalmus, 2010. La messa per organo dell'VIII tono di Raison è alternata con la Messa del VI tono di Paul Damance.